# Iglesia de la Autopista del Sol
La iglesia de San Juan Bautista, llamada también la iglesia de la Autopista del Sol (en italiano, chiesa dell'Autostrada del Sole) debido a su ubicación en el cruce entre la Autopista del Sol y la Autopista A11 Firenze-Mare,  en el municipio italiano de Campi Bisenzio, es uno de los edificios más importantes proyectados por el arquitecto italiano Giovanni Michelucci.
- Datos: Q3668767
- Multimedia: Chiesa dell'Autostrada del Sole (Campi Bisenzio) / Q3668767